# European Aquatics
European Aquatics, anciennement la Ligue européenne de natation (LEN), est l'association de cinquante fédérations nationales européennes de natation. Elle supervise en Europe les compétitions de natation sportive, natation synchronisée, plongeon et water-polo.

## Histoire
La LEN a été fondée en 1926 à Budapest par les representants de huit fédérations nationales du Danemark, de Finlande, de France, de Norvège, des Pays-Bas, de Pologne, de Suède et de Suisse. 
Le 16 septembre 2023 à Madère lors de son congrès annuel, l’association adopte le nom European Aquatics .

## Compétitions
La LEN organise plusieurs compétitions en Europe, parmi lesquelles :
- les championnats d'Europe de natation disputés tous les deux ans bassin de 50 mètres et tous les ans en bassin de 25 mètres ;
- les championnats d'Europe de plongeon disputés tous les ans, ils sont organisés conjointement aux bassins de 50 mètres les années paires ;
- le championnat d'Europe de water-polo  masculin et féminin ; l'Europa Cup de water-polo
- en water-polo, pour les meilleurs clubs des championnats nationaux : la Ligue des champions (ancienne Coupe des champions, puis Euroligue) et la LEN Euro Cup (anciennement Trophée LEN masculin) chez les hommes ; la Coupe des champions (Champions Cup) et le Trophée LEN (LEN Trophy) chez les femmes.
- Championnats d'Europe juniors de natation
- Championnats d'Europe juniors de nage en eau libre.

## Organisation
Le siège de la LEN se trouvait Via Cassia 929 à Rome en Italie jusqu'en avril 2010, quand il a été transféré à Luxembourg. Il est depuis le 1er mai 2015 à Nyon en Suisse.
La LEN est dirigée par un bureau de 19 membres, dont un président, sept vice-présidents, un secrétaire général et un trésorier.

### Présidents
| Période     | Nom                  | Pays            |
| ----------- | -------------------- | --------------- |
| 1926–1930   | Erik Bergvall        | Suède           |
| 1930–1934   | Walter Binner        | Allemagne       |
| 1934–1938   | Harold Fern          | Royaume-Uni     |
| 1938–1947   | Émile-Georges Drigny | France          |
| 1948–1950   | Ladislav Hauptmann   | Tchécoslovaquie |
| 1950–1954   | René de Raeve        | Belgique        |
| 1954–1958   | Jan de Vries         | Pays-Bas        |
| 1958–1962   | Béla Rajki           | Hongrie         |
| 1962–1970   | Jan de Vries         | Pays-Bas        |
| 1970–1982   | Bertil Sallfors      | Suède           |
| 1982–1986   | Ante Lambaša         | Yougoslavie     |
| 1986–1990   | Klaas van de Pol     | Pays-Bas        |
| 1990–2008   | Bartolo Consolo      | Italie          |
| 2008-2012   | Nory Kruchten        | Luxembourg      |
| 2012–2022   | Paolo Barelli        | Italie          |
| depuis 2022 | António José Silva   | Portugal        |

## Membres
| Pays               | Code | Fédération                                                        |
| ------------------ | ---- | ----------------------------------------------------------------- |
| Albanie            | ALB  | Federata Shqiptare e Notit (en) (FSHN)                            |
| Allemagne          | GER  | Fédération allemande de natation (DSV)                            |
| Andorre            | AND  | Federació Andorrana de Natació (en) (FAN)                         |
| Arménie            | ARM  | Water Kind of Sports & Swimming Association of Armenia            |
| Autriche           | AUT  | Österreichischer Schwimmverband (de) (OSV)                        |
| Azerbaïdjan        | AZE  | Azerbaijan Swimming Federation                                    |
| Belgique           | BEL  | Fédération Royale Belge de Natation (en) (KBZB/FRBN)              |
| Biélorussie        | BLR  | Swimming Federation of Belarus (BFP)                              |
| Bosnie-Herzégovine | BIH  | Plivački savez Bosne i Hercegovine (en)                           |
| Bulgarie           | BUL  | Bulgarian Swimming Federation (BFPS)                              |
| Chypre             | CYP  | Κυπριακή Ομοσπονδία Κολύμβησης (en) (KOEK)                        |
| Croatie            | CRO  | Hrvatski plivački savez (en) (HPS)                                |
| Danemark           | DEN  | Danish Swimming Union (SVØM)                                      |
| Espagne            | ESP  | Real Federación Española de Natación (en) (RFEN)                  |
| Estonie            | EST  | Eesti Ujumisliit (en) (EUL)                                       |
| Îles Féroé         | FAR  | Svimjisamband Føroya (SSF)                                        |
| Finlande           | FIN  | Fédération finlandaise de natation (SUiL)                         |
| France             | FRA  | Fédération française de natation (FFN)                            |
| Géorgie            | GEO  | Georgian Aquatic Sports National Federation                       |
| Gibraltar          | GIB  | Gibraltar Amateur Swimming Association                            |
| Grande-Bretagne    | GBR  | British Swimming (en) (BS)                                        |
| Grèce              | GRE  | Κολυμβητική Ομοσπονδία Ελλάδος (en) (KOE)                         |
| Hongrie            | HUN  | Magyar Úszó Szövetség (en) (MÚSZ)                                 |
| Irlande            | IRL  | Cumann Snámh Éireann (en)                                         |
| Islande            | ISL  | Sundsamband Íslands (en) (SSÍ)                                    |
| Israël             | ISR  | איגוד השחיה בישראל (en) (ISA)                                     |
| Italie             | ITA  | Fédération italienne de natation (FIN)                            |
| Kosovo             | KOS  | Federata e Notit të Kosovës (en) (FNK)                            |
| Lettonie           | LAT  | Latvian Swimming Federation (LPF)                                 |
| Liechtenstein      | LIE  | Liechtensteiner Schwimmverband (de) (LSchV)                       |
| Lituanie           | LTU  | Lietuvos Plaukimo Federacija (en) (LPF)                           |
| Luxembourg         | LUX  | Luxembourg Swimming and Life-saving Federation (FLNS)             |
| Macédoine          | MKD  | Plivacka federacija na Makedonija (PFM)                           |
| Malte              | MLT  | Association des sports aquatiques de Malte (ASA)                  |
| Moldavie           | MDA  | Water Kind of Sports Federation of the Republic of Moldova (FISN) |
| Monaco             | MON  | Fédération monégasque de natation (FMN)                           |
| Monténégro         | MNE  | Fédération de water-polo et de natation du Monténégro (VPS)       |
| Norvège            | NOR  | Fédération de Norvège de natation (NSF)                           |
| Pays-Bas           | NED  | Fédération royale néerlandaise de natation (KNZB)                 |
| Pologne            | POL  | Polski Związek Pływacki (pl) (PZP)                                |
| Portugal           | POR  | Federação Portuguesa de Natação (en) (FPN)                        |
| Roumanie           | ROU  | Romanian Swimming Federation (FRNPM)                              |
| Russie             | RUS  | Всероссийская Федерация Плавания (VFP)                            |
| Saint-Marin        | SMR  | Federazione Sammarinese Nuoto (it) (FSN)                          |
| Serbie             | SRB  | Plivački savez Srbije (en) (PSS)                                  |
| Slovaquie          | SVK  | Slovenská plavecká federácia (sk) (SPF)                           |
| Slovénie           | SLO  | Plavalna zveza Slovenije (PZS)                                    |
| Suède              | SWE  | Fédération suédoise de natation (SSF)                             |
| Suisse             | SUI  | Fédération suisse de natation (SSCHV/FSN)                         |
| Tchéquie           | CZE  | Czech Swimming Federation (ČSPS)                                  |
| Turquie            | TUR  | Türkiye Yüzme Federasyonu (en) (TYF)                              |
| Ukraine            | UKR  | Ukrainian Swimming Federation (USF)                               |